# Corematura postflava
Corematura postflava är en fjärilsart som beskrevs av Guérin-meneville 1834. Corematura postflava ingår i släktet Corematura och familjen björnspinnare. Inga underarter finns listade i Catalogue of Life.